# L’Abergement-de-Cuisery
L’Abergement-de-Cuisery – miejscowość i gmina we Francji, w regionie Burgundia-Franche-Comté, w departamencie Saona i Loara.
Według danych na rok 1990 gminę zamieszkiwały 652 osoby, a gęstość zaludnienia wynosiła 82 osoby/km² (wśród 2044 gmin Burgundii L’Abergement-de-Cuisery plasuje się na 368. miejscu pod względem liczby ludności, natomiast pod względem powierzchni na miejscu 1050.).